# Xuân phân
Xuân phân (tiếng Hán: 春分; bính âm: ‘‘chūnfēn’’) theo lịch Trung Quốc cổ đại, là điểm giữa của mùa xuân, nó là một trong hai mươi tư tiết khí trong nông lịch và tiết khí này bắt đầu từ điểm giữa mùa xuân. Theo định nghĩa này, thời điểm bắt đầu của nó trùng với khái niệm điểm xuân phân (tiếng Anh: Vernal equinox) tại Bắc Bán cầu theo quan điểm của khoa học phương Tây. Tuy nhiên, theo khoa học phương Tây thì điểm xuân phân lại là thời điểm bắt đầu mùa xuân tại Bắc Bán cầu, thời điểm mà Mặt Trời xuất hiện trên "thiên xích đạo" (Mặt Trời ở gần xích đạo nhất) và đi lên hướng Bắc. Thuật ngữ này cũng được sử dụng để chỉ một điểm trên bầu trời là điểm đầu tiên của cung Bạch Dương trong Hoàng đạo. Về mặt thời gian, xuân phân diễn ra vào khoảng 19 tháng 3 đến 21 tháng 3, thời gian chính xác của nó là khoảng 5 h 49 m muộn hơn so với năm trước trong những năm thường và khoảng 17 h 26 m sớm hơn trong những năm nhuận. (Xem thêm chu kỳ 400 năm của năm nhuận để biết thêm về sai số trong lịch Gregory.).
Theo quy ước, tiết Xuân phân là khoảng thời gian bắt đầu từ 21 tháng 3 và kết thúc vào khoảng ngày 4 hay 5 tháng 4 trong lịch Gregory theo các múi giờ Đông Á khi tiết Thanh minh bắt đầu. Ở Nam bán cầu thì thời điểm đó lại là điểm thu phân.
Tại một số quốc gia, như Hoa Kỳ và châu Âu (Ở Bắc Bán cầu), xem ngày này là bắt đầu Mùa Xuân theo thiên văn.

## Từ nguyên
Chữ Hán: 春分.

## Thiên văn
Theo khoa học thiên văn phương Tây, điểm mà Mặt Trời vượt qua xích đạo bầu trời đi lên Bắc thiên cầu gọi là điểm xuân phân. Các nhà thiên văn và chiêm tinh cổ (vào thiên niên kỷ I TCN) đã chọn điểm xuân phân là điểm đầu tiên của cung Bạch Dương. Tuy nhiên, do chuyển động tuế sai của trục Trái Đất, mỗi năm điểm xuân phân di chuyển trên hoàng đạo một cung khoảng 50,29 giây. Hiện nay, điểm này không còn ở trong cung Bạch Dương nữa mà đang ở trong cung Song Ngư. Đến khoảng năm 2600 nó sẽ ở trong cung Bảo Bình (do dó có thuật ngữ "kỷ nguyên Bảo Bình"). Đối với Nam bán cầu, điểm xuân phân lại là điểm bắt đầu của mùa thu.

## Chuyển động của Mặt Trời

Sự chiếu sáng Trái Đất bởi Mặt Trời vào ngày Xuân phân và Thu phân

Tại điểm xuân phân, người quan sát sẽ thấy Mặt Trời khi đó mọc "chính xác" ở phía Đông và lặn "chính xác" ở phía Tây. Có thể nói nôm na là Xuân phân là thời điểm mà trước và sau đó khoảng ba tháng Mặt Trời có xu hướng mỗi ngày mọc và lặn nhích dần về phía bắc.

## Lễ hội
Đối với Việt Nam thì ngày này không có gì đặc biệt lắm. Tuy nhiên đối với một số quốc gia trên thế giới thì đây là một ngày hội.
Theo lịch Trung Hoa thì ngày Xuân phân đánh dấu giữa mùa xuân, nhưng theo lịch thiên văn của Hoa Kỳ và một số quốc gia châu Âu, thì ngày này là bắt đầu mùa xuân.
Lễ hội Norouz (lễ hội năm mới hay lễ hội đầu xuân) của Iran được tổ chức vào ngày này, tôn giáo Baha'i gọi lễ này là Naw-Rúz; ngoài ra còn có lễ hội Ostara của đạo Wicca, một trong tám lễ hội Sabbat của những người theo đạo đa thần giáo kiểu mới (neopagan) này. Lễ hội Chol Chnam Thmay mừng năm mới của người Khmer bắt đầu vào khoảng giữa tháng 4 dương lịch và các ngày Tết Lào, Tết Thái Lan, Tết Miến Điện cũng bắt đầu vào giữa tháng 4. Giữa tháng 3 cũng bắt đầu tháng Nisan, tháng đầu tiên theo lịch tôn giáo của người Do Thái. Năm mới Tamil được tổ chức sau ngày Xuân phân, được tổ chức tại bang miền nam Ấn Độ (Tamil Nadu).
Tại Nhật Bản ngày Xuân phân (春分の日) là ngày lễ chính thức của quốc gia để mọi người đi tảo mộ và đoàn tụ gia đình.
Lễ Phục sinh ở các quốc gia theo Cơ đốc giáo được tổ chức vào ngày chủ nhật đầu tiên ngay sau khi trăng tròn kể từ ngày Xuân phân (Xem thêm cách tính).
Ngày Trái Đất được kỷ niệm vào ngày Xuân phân hàng năm kể từ ngày đầu tiên là 21 tháng 3 năm 1970. Giờ Trái Đất được kỷ niệm vào thứ bảy cuối cùng của tháng 3.